# Saugnac-et-Muret
Pour les articles homonymes, voir Muret.
Saugnac-et-Muret (Saunhac e Lo Muret, en occitan) - appelée Saugnacq-et-Muret jusqu'en décembre 2021 - est une commune du Sud-Ouest de la France, située dans le département des Landes (région Nouvelle-Aquitaine).

## Géographie

### Localisation
Saugnac-et-Muret est une commune située dans la forêt des Landes, limitrophe du département de la Gironde. Elle fait partie du parc naturel régional des Landes de Gascogne de 1970 à 2014.

### Communes limitrophes
Les communes limitrophes sont  Belin-Béliet, Liposthey, Lugos, Moustey, Pissos et Ychoux.
| Lugos (Gironde) | Belin-Béliet (Gironde) |         |
| Ychoux          | Saugnac-et-Muret       | Moustey |
|                 | Liposthey              | Pissos  |

### Climat
Pour des articles plus généraux, voir Climat de la Nouvelle-Aquitaine et Climat des Landes.
Historiquement, la commune est exposée à un climat océanique aquitain.
En 2020, Météo-France publie une typologie des climats de la France métropolitaine dans laquelle la commune est exposée à un climat océanique et est dans une zone de transition entre les régions climatiques « Littoral charentais et aquitain » et « Aquitaine, Gascogne »0.
Pour la période 1971-2000, la température annuelle moyenne est de 12,8 °C, avec une amplitude thermique annuelle de 14,2 °C. Le cumul annuel moyen de précipitations est de 1 026 mm, avec 12,6 jours de précipitations en janvier et 7,3 jours en juillet. Pour la période 1991-2020, la température moyenne annuelle observée sur la station météorologique la plus proche, située sur la commune de Pissos à 12 km à vol d'oiseau, est de 13,7 °C et le cumul annuel moyen de précipitations est de 1 031,6 mm,. Pour l'avenir, les paramètres climatiques de la commune estimés pour 2050 selon différents scénarios d’émission de gaz à effet de serre sont consultables sur un site dédié publié par Météo-France en novembre 2022.

## Urbanisme

### Typologie
Au 1er janvier 2024, Saugnac-et-Muret est catégorisée commune rurale à habitat dispersé, selon la nouvelle grille communale de densité à sept niveaux définie par l'Insee en 2022.
Elle est située hors unité urbaine et hors attraction des villes,.

### Occupation des sols

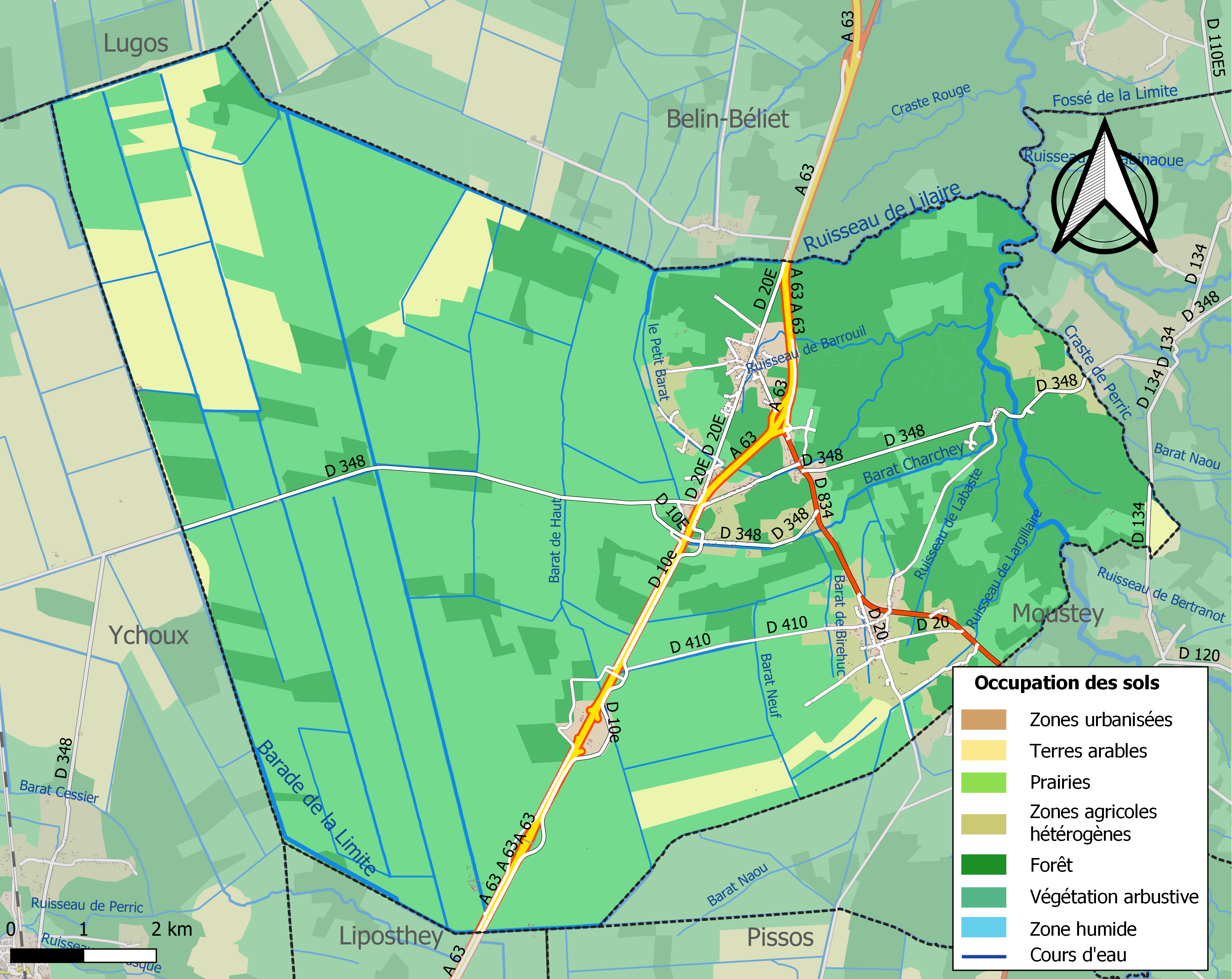
Carte des infrastructures et de l'occupation des sols de la commune en 2018 (CLC).

L'occupation des sols de la commune, telle qu'elle ressort de la base de données européenne d’occupation biophysique des sols Corine Land Cover (CLC), est marquée par l'importance des forêts et milieux semi-naturels (84,7 % en 2018), en augmentation par rapport à 1990 (80 %). La répartition détaillée en 2018 est la suivante : milieux à végétation arbustive et/ou herbacée (60,2 %), forêts (24,5 %), terres arables (9,4 %), zones agricoles hétérogènes (3,7 %), zones urbanisées (1,7 %), zones industrielles ou commerciales et réseaux de communication (0,4 %).
L'IGN met par ailleurs à disposition un outil en ligne permettant de comparer l’évolution dans le temps de l’occupation des sols de la commune (ou de territoires à des échelles différentes). Plusieurs époques sont accessibles sous forme de cartes ou photos aériennes : la carte de Cassini (XVIIIe siècle), la carte d'état-major (1820-1866) et la période actuelle (1950 à aujourd'hui).

### Risque des sols
La commune de Saugnac-et-Muret est exposée à diverses catastrophes naturelles telles que les feux de forêts, la sécheresse, les inondations, les tempêtes, les orages et le risque de retrait gonflement des argiles.
Certaines zones de la commune peuvent être modérément affectées par ce phénomène de retrait gonflement des argiles. Ce phénomène survient lorsque, pendant la saison des pluies, l'eau pénètre dans les sols argileux et se tasse durant la saison sèche.
Ainsi, les bâtiments et maisons qui n'ont pas été construits pour résister à ce risque naturel encourent de lourds dégâts.
Cependant, la commune est également très exposée aux feux de forêts, et la préfecture a ainsi classé Saugnac-et-Muret à risque pour ce type d'incident.
Le 20 avril 2016, les départements des Landes, de la Gironde et du Lot-et-Garonne ont mis en place un règlement interdépartemental visant à protéger la forêt contre les incendies.
En 2022, les communes de Saugnac-et-Muret et de Moustey ont dû être évacuées en raison d'un nouveau départ de feu important à Landiras. Le feu a traversé la frontière des Landes, entraînant l'évacuation de 975  personnes et la destruction de 200 hectares de forêt.
Enfin, l'un des principaux risques concerne les inondations. Ainsi, Saugnac-et-Muret a été touchée par des inondations à trois reprises, en 1999, 2009 et 2020.
De plus, il existe un faible risque de séisme et de présence de radon (un gaz radioactif naturel) dans la commune.

### Lieux-dits, hameaux et écarts
Elle comprend plusieurs quartiers ou hameaux, dont :
- Bop,
- Castelnau,
- Hourson,
- le Houdin,
- Lantrès,
- Lesquire-Poudade,
- Locbieilh ,
- Menjoy ,
- Sintets ,
- Rue de la Mairie ,
- Pont d'argon ,
- Route de Bordeaux ,
- Moncaout ,
- Route de Bayonne ,
- La Crabette ,
- Le Crabot ,
- Tenoy ,
- Cantegrit ,
- Rue de la Poste ,
- Cristaou ,
- Bignac ,
- Allée des Chênes ,
- Champ Fermé ,
- Bidaou ,
- La Layère ,
- Mathions,
- Pilat ,
- Bel Air ,
- Allée de Pelin ,
- Allée des Acacias ,
- Allée des Pins ,
- Allée des Châtaigniers ,
- Route de Mont de Marsan ,
- Grand Bonet ,
- Lagnet ,
- Les Bluhes ,
- Rue de l'Eglise ,
- Bas de Bos ,
- La Garrabosse ,
- Rue des Commerces ,
- Peyroc ,
- Route de Biganon ,
- Bristaout ,
- Aux Gnics ,
- Cherchey ,
- Lagouardère du Midi ,
- Au clin ,
- Rue des Ecole ,
- Rue du Stade ,
- Les Grands-Lacs ,
- Lagassey ,
- Le Menan ,
- Petit ,
- Treytin ,
- Tilon ,
- Toches ,
- Constantine ,
- Pierille ,
- Menaye ,
- Toulet à Chenot ,
- Le Douze ,
- Cantalouette ,
- Taris ,
- Macon ,
- le Muret', et sa chapelle jacquaire, hameau traversé par la via Turonensis
- Saugnac' (chef lieu).

## Toponymie
La commune de Saugnacq-et-Muret change officiellement de nom pour devenir Saugnac-et-Muret en décembre 2021.

## Histoire
La commune a été créée entre 1790 et 1794 par la fusion de Saugnacq et Muret.
La fontaine Saintt-Eutrope du Muret était dès le XIIe siècle une étape sur le  chemin de Saint-Jacques de Compostelle.
Pendant la Première Guerre mondiale, la commune de Saugnac-et-Muret a activement contribué à l'effort de guerre. Cinquante-neuf jeunes de la commune, ce qui représentait 10 % de sa population en 1914, ont perdu la vie au cours de ce conflit.
Saugnac-et-Muret est composé de trois hameaux (Le Muret, Castelnau et Saugnac), et Saugnac en était le principal bourg.
L'industrie de la résine constituait l'essentiel de l'économie de ces petits villages. Cependant, avec le temps, cette industrie a perdu de sa valeur et de son attrait commercial.
Finalement, les commerçants de Saugnac-et-Muret ont déménagé à Belin-Beliet en raison de sa proximité avec l'A10.

## Politique et administration

### Élections municipales et communautaires

#### Liste des maires
| Date de Début | Date de fin | Nom et prénom des Maires                |
| ------------- | ----------- | --------------------------------------- |
| 1790          | 1797        | Lescarret J.                            |
| 1797          | 1800        | Fronsacq                                |
| 1800          | 1821        | Cazaux Antoine                          |
| 1821          | 1836        | Cazaux Jean                             |
| 1836          | 1840        | Fabre Bertrand                          |
| 1863          | 1871        | Boisset Jean                            |
| 1871          | 1889        | Jouglens Julien                         |
| 1889          | 191         | Fronsacq Marcel                         |
| 1910          | 1919        | Cazaux Isodore                          |
| 1936          | 1942        | Lavigne Antoine                         |
| 1942          | 1944        | Taris Théodore (fait fonction de maire) |
| 1944          | 1945        | Roumégoux Marcel                        |
| 1945          | 1947        | Froustey Abel                           |
| 1947          | 1952        | Roumégoux Abel                          |
| 1952          | 1969        | Froustey Abel                           |
| 1969          | 1983        | Etchebes Jean                           |
| 1983          | 1989        | Chastel Jacques                         |
| 1989          | 2010        | Trabuchet Serge                         |
| 2010          | 2020        | Lacaze Patrick                          |
| 2020          |             | Vaysse Ludovic                          |

## Équipements et services publics

### Sport
Saugnac-et-Muret possède un city-stade, un stade de football, un skatepark et une aire de jeux publique.

### Culture et loisir
La commune de Saugnac-et-Muret possède plusieurs associations de plusieurs catégories, notamment différentes associations sportives, de loisirs, d'environnement et du patrimoine.
- L'association DFCI (Défense de la foret contre les incendies) , responsable de la gestion des incendies
- Plusieurs associations de sport de tous types (country, art martial japonais, pétanque, danse de salon, chasse, gymnastique, pratique énergétique chinoise…)
- Plusieurs associations à vocation sociale, telles que celles qui organisent des repas et des fêtes, apportent un soutien financier aux écoles pour l'organisation de sorties et l'acquisition de matériel, ainsi que pour l'organisation d'activités pour les retraités.
- L'association Mémoire, Culture et Développement qui se chargent des visites de sites touristiques et d'activités contemporaines pour promouvoir le patrimoine.

### Enseignement, enfance et jeunesse
Dans la commune de Saugnac-et-Muret se trouve une école primaire publique, accueillant, en 2023, 174 élèves.
Pour les enfants habitants loin de l'école, une ligne de bus est proposée. L'école primaire possède également une cantine scolaire pour le service du midi, assuré par la Communauté de Commune Cœur Haute Lande.
L'école primaire dispose aussi d'une garderie. Elle est aussi proposée et gérée par la Communauté de Communes Cœur Haute Lande.
La commune de Saugnac-et-Muret possède aussi une micro-crèche "Premier Pas" qui peut accueillir 10 enfants.
Enfin, La commune de Saugnac-et-Muret compte plusieurs assistantes maternelles agréées et une MAM (Maison d'Assistants Maternels destinée à l'accueil de jeunes enfants).

## Population et société

### Démographie
L'évolution du nombre d'habitants est connue à travers les recensements de la population effectués dans la commune depuis 1793. Pour les communes de moins de 10 000 habitants, une enquête de recensement portant sur toute la population est réalisée tous les cinq ans, les populations de référence des années intermédiaires étant quant à elles estimées par interpolation ou extrapolation. Pour la commune, le premier recensement exhaustif entrant dans le cadre du nouveau dispositif a été réalisé en 2007.

En 2022, la commune comptait 1 298 habitants, en évolution de +29,15 % par rapport à 2016 (Landes : +5,78 %, France hors Mayotte : +2,11 %).
| 1793  | 1800  | 1806  | 1821  | 1831  | 1836  | 1841  | 1846  | 1851  |
| ----- | ----- | ----- | ----- | ----- | ----- | ----- | ----- | ----- |
| 1 366 | 1 345 | 1 278 | 1 521 | 1 481 | 1 598 | 1 636 | 1 684 | 1 761 |

| 1856  | 1861  | 1866  | 1872  | 1876  | 1881  | 1886  | 1891  | 1896  |
| ----- | ----- | ----- | ----- | ----- | ----- | ----- | ----- | ----- |
| 1 782 | 1 790 | 1 824 | 1 711 | 1 663 | 1 500 | 1 512 | 1 475 | 1 409 |

| 1901  | 1906  | 1911  | 1921  | 1926  | 1931 | 1936 | 1946 | 1954 |
| ----- | ----- | ----- | ----- | ----- | ---- | ---- | ---- | ---- |
| 1 364 | 1 356 | 1 285 | 1 147 | 1 020 | 862  | 754  | 700  | 617  |

| 1962 | 1968 | 1975 | 1982 | 1990 | 1999 | 2006 | 2007 | 2012 |
| ---- | ---- | ---- | ---- | ---- | ---- | ---- | ---- | ---- |
| 718  | 676  | 655  | 550  | 630  | 712  | 835  | 853  | 916  |

| 2017  | 2022  | - | - | - | - | - | - | - |
| ----- | ----- | - | - | - | - | - | - | - |
| 1 035 | 1 298 | - | - | - | - | - | - | - |

## Culture locale et patrimoine

### Lieux et monuments
- Église Notre-Dame de Saugnac-et-Muret.
- Église Saint-Roch du Muret. Mentionnée au XIIe siècle, cette chapelle jacquaire se situe dans un airial boisé. Derrière le porche, un petit clocher-mur à campanile sommé d'une croix. La cloche date de 1654. Elle est dédiée à saint Roch, saint protecteur de la nature. L'église et l'airial forment un site naturel inscrit en date du 12 décembre 1975 ;
- Fontaine Saint-Eutrope.

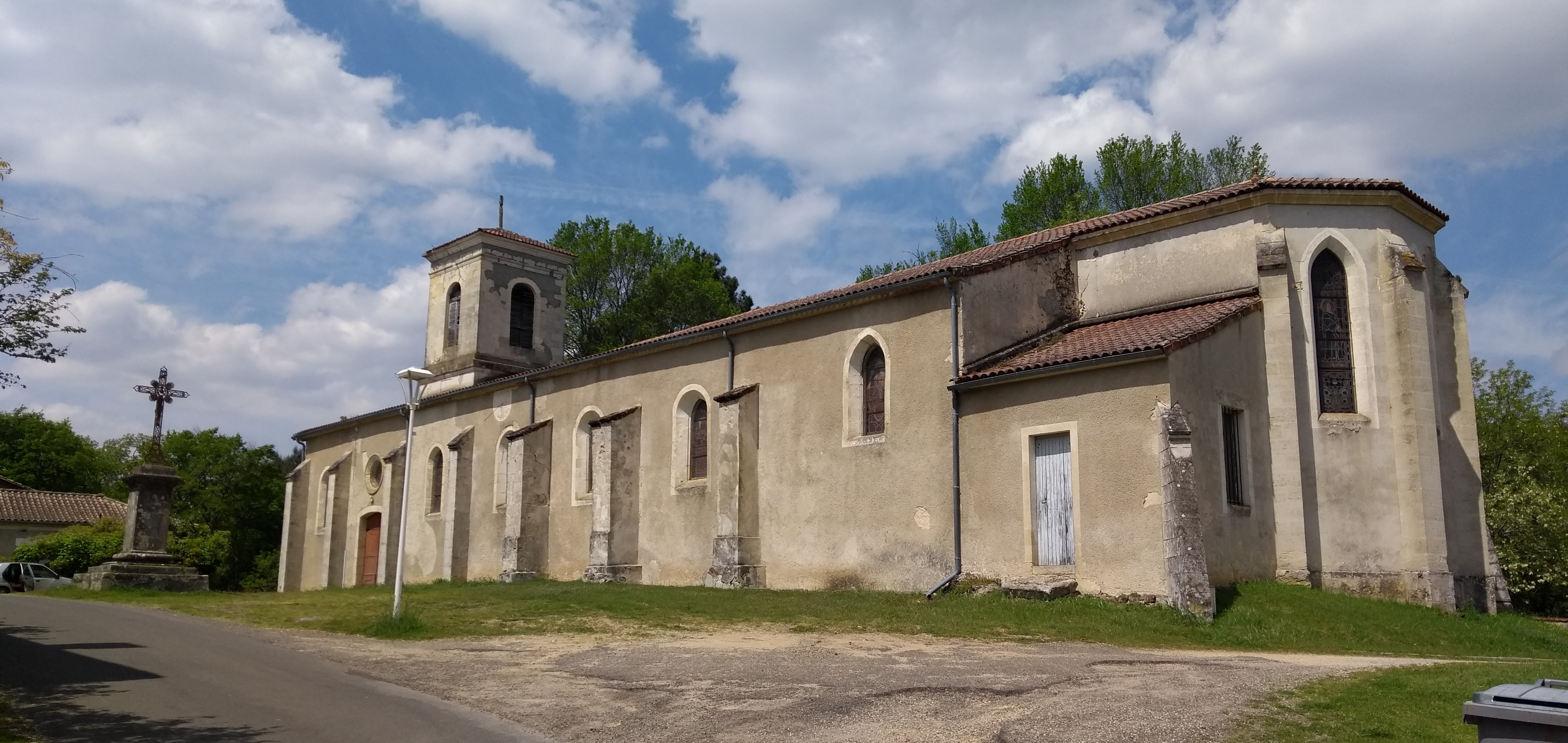
Église Notre-Dame.
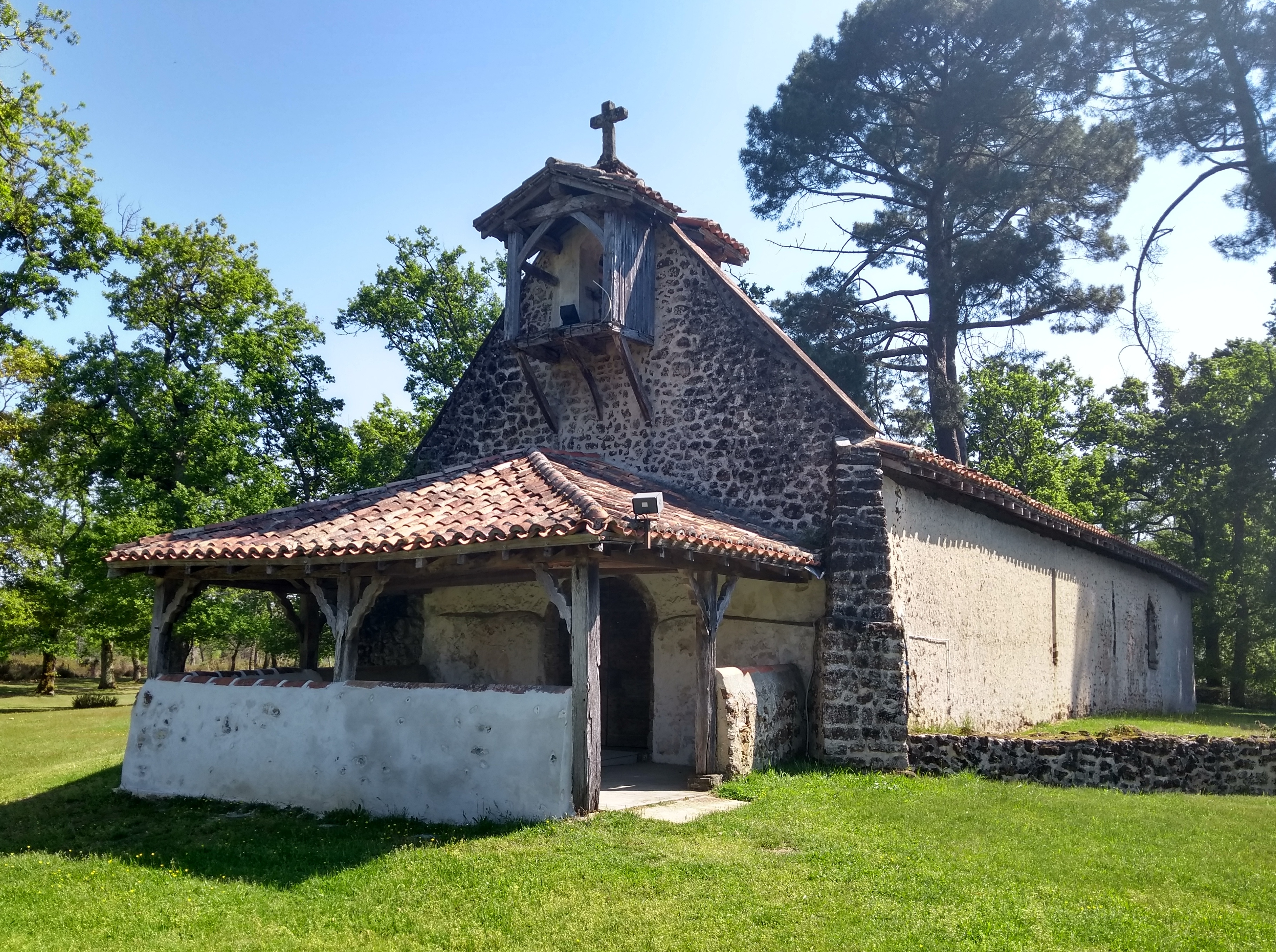
Église Saint-Roch du Muret.